# Rusinsaari
Rusinsaari är en ensligt belägen holme i sjön Nilakka i Norra Savolax Finland. Holmen är ungefär 20 m lång och 10 m bred. Rusinsaari omges av en stenig kust, med stora klippblock. På den östra spetsen finns ett kummel.